# Zweden op het Eurovisiesongfestival 2020
Zweden zou deelnemen aan het Eurovisiesongfestival 2020, in Rotterdam, Zweden. Het zou de 60ste deelname van het land aan het Eurovisiesongfestival geweest zijn. SVT was verantwoordelijk voor de Zweedse bijdrage voor de editie van 2020.

## Selectieprocedure

### Format
De Zweedse bijdrage voor het Eurovisiesongfestival 2020 werd naar jaarlijkse traditie gekozen via Melodifestivalen, dat aan zijn 59ste editie toe was. Enkel de eerste Zweedse bijdrage voor het festival, in 1958, werd niet via de liedjeswedstrijd verkozen. Sveriges Television wijzigde het format niet in vergelijking met het jaar voordien. 28 nummers werden vertolkt in vier halve finales. Het publiek kon stemmen via televoting of middels de app van Melodifestivalen. De stemmers die gebruikmaakten van de app waren verdeeld in zeven leeftijdscategorieën, die elk 1, 2, 4, 6, 8, 10 en 12 punten uitdeelden op basis van het aantal stemmen. De stemmen die binnenkwamen bij de televoting telden mee als de achtste stemgroep. Er vonden telkens twee stemrondes plaats. Na een eerste stemronde gingen de vijf artiesten met de meeste punten door naar de tweede stemronde, zonder daarbij hun stemmen uit die ronde te verliezen. Na de tweede stemronde plaatsten de nummers 1 en 2 zich voor de finale; de nummers 3 en 4 gingen naar de tweedekansronde, en de nummer 5 was - net als de nummers 6 en 7 die eerder afvielen - uitgeschakeld.
In de tweedekansronde namen de acht kandidaten het tegen elkaar op in duels. Elke stemgroep had hier één punt te verdelen en de kandidaat met de meeste punten ging ook naar de finale. In de finale werden acht internationale vakjury's geïntroduceerd, die 50% van de stemmen bepaalden. De rest werd bepaald door het publiek. De puntentelling in de finale was anders dan in de halve finales: elke stemgroep gaf hier punten aan de top tien op de traditionele Eurovisiemanier (1, 2, 3, 4, 5, 6, 7, 8, 10 en 12 punten).
Geïnteresseerden kregen van 27 augustus tot 15 september 2019 de tijd om een nummer in te zenden. Sveriges Television ontving in totaal 2.545, oftewel 250 meer dan een jaar eerder. Veertien artiesten werden uit deze open selectieprocedure geselecteerd, aangevuld met dertien artiesten die op uitnodiging deelnamen, en de winnaar van P4 Nästa, zijnde Amanda Aasa.

### Presentatoren en locaties

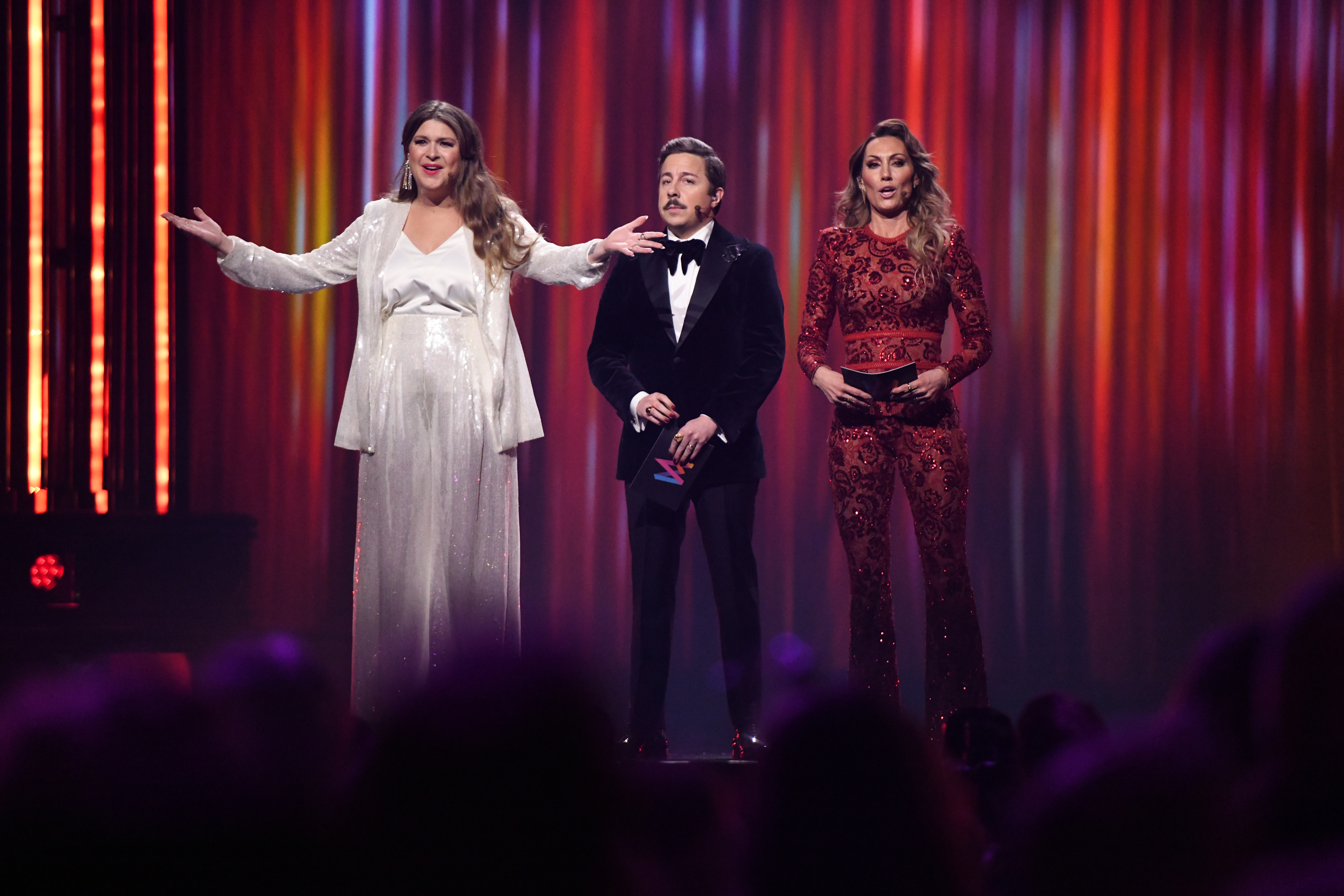
Linnea Henriksson, David Sundin en Lina Hedlund, presentatoren van Melodifestivalen 2020

Op 27 november 2019 werd de deelnemerslijst vrijgegeven. Reeds op 3 september werd duidelijk dat de presentatie van Melodifestivalen zou worden toevertrouwd aan Lina Hedlund, Linnea Henriksson en David Sundin.
Het was de achttiende editie van Melodifestivalen sinds er geopteerd werd voor een nationale preselectie die over meerdere halve finales, een tweedekansronde en een grote finale loopt. Zoals steeds werd elke show in een andere stad georganiseerd. De finale werd traditiegetrouw gehouden in hoofdstad Stockholm, en voor de achtste keer op rij was de locatie de Friends Arena, een voetbalstadion dat tijdens de finale plaats bood aan maar liefst 27.000 toeschouwers. Hiermee was de finale van Melodifestivalen voor het achtste jaar op rij de grootste nationale finale.

### Schema
| Datum            | Stad       | Plaats                | Ronde               |
| ---------------- | ---------- | --------------------- | ------------------- |
| 1 februari 2020  | Linköping  | Saab Arena            | Eerste halve finale |
| 8 februari 2020  | Göteborg   | Scandinavium          | Tweede halve finale |
| 15 februari 2020 | Luleå      | Coop Norrbotten Arena | Derde halve finale  |
| 22 februari 2020 | Malmö      | Malmö Arena           | Vierde halve finale |
| 29 februari 2020 | Eskilstuna | Stiga Sports Arena    | Tweedekansronde     |
| 7 maart 2020     | Stockholm  | Friends Arena         | Finale              |

## Melodifestivalen 2020

### Eerste halve finale
1 februari 2020
| Plaats | Artiest         | Lied               | Punten |
| ------ | --------------- | ------------------ | ------ |
| 1      | The Mamas       | Move               | 86     |
| 2      | Robin Bengtsson | Take a chance      | 84     |
| 3      | Malou Prytz     | Ballerina          | 58     |
| 4      | Felix Sandman   | Boys with emotions | 52     |
| 5      | Sonja Aldén     | Sluta aldrig gå    | 32     |
| 6      | OVÖ             | Inga problem       | 19     |
| 7      | Suzi P          | Moves              | 13     |

### Tweede halve finale
8 februari 2020
| Plaats | Artiest                      | Lied                | Punten |
| ------ | ---------------------------- | ------------------- | ------ |
| 1      | Anna Bergendahl              | Kingdom come        | 76     |
| 2      | Dotter                       | Bulletproof         | 74     |
| 3      | Méndez feat. Alvaro Estrella | Vamos amigos        | 66     |
| 4      | Paul Rey                     | Talking in my sleep | 62     |
| 5      | Klara Hammarström            | Nobody              | 40     |
| 6      | Linda Bengtzing              | Alla mina sorger    | 18     |
| 7      | Jan Johansen                 | Miraklernas tid     | 8      |

### Derde halve finale
15 februari 2020
| Plaats | Artiest         | Lied            | Punten |
| ------ | --------------- | --------------- | ------ |
| 1      | Mariette        | Shout it out    | 88     |
| 2      | Mohombi         | Winners         | 62     |
| 3      | Anis don Demina | Vem e som oss   | 60     |
| 4      | Drängarna       | Piga och dräng  | 56     |
| 5      | Faith Kakembo   | Crying rivers   | 51     |
| 6      | Amanda Aasa     | Late            | 18     |
| 7      | Albin Johnsén   | Livet börjar nu | 9      |

### Vierde halve finale
22 februari 2020
| Plaats | Artiest                          | Lied                          | Punten |
| ------ | -------------------------------- | ----------------------------- | ------ |
| 1      | Hanna Ferm                       | Brave                         | 94     |
| 2      | Victor Crone                     | Troubled waters               | 82     |
| 3      | Frida Öhrn                       | We are one                    | 51     |
| 4      | Ellen Benediktson & Simon Peyron | Surface                       | 38     |
| 5      | William Stridh                   | Molnljus                      | 36     |
| 6      | Jakob Karlberg                   | Om du tror att jag saknar dig | 22     |
| 7      | Nanne Grönvall                   | Carpool karaoke               | 21     |

### Tweedekansronde
29 februari 2020
| Duel | Artiest                          | Lied                | Punten |
| ---- | -------------------------------- | ------------------- | ------ |
| 1    | Anis don Demina                  | Vem e som oss       | 7      |
| 1    | Ellen Benediktson & Simon Peyron | Surface             | 1      |
|      |                                  |                     |        |
| 2    | Malou Prytz                      | Ballerina           | 3      |
| 2    | Paul Rey                         | Talking in my sleep | 5      |
|      |                                  |                     |        |
| 3    | Felix Sandman                    | Boys with emotions  | 4      |
| 3    | Frida Öhrn                       | We are one          | 4      |
|      |                                  |                     |        |
| 4    | Méndez feat. Alvaro Estrella     | Vamos amigos        | 4      |
| 4    | Drängarna                        | Piga och dräng      | 4      |

### Finale
7 maart 2020
| Plaats | Artiest                      | Lied                | Jury | Publiek | Totaal |
| ------ | ---------------------------- | ------------------- | ---- | ------- | ------ |
| 1      | The Mamas                    | Move                | 65   | 72      | 137    |
| 2      | Dotter                       | Bulletproof         | 65   | 71      | 136    |
| 3      | Anna Bergendahl              | Kingdom come        | 46   | 61      | 107    |
| 4      | Hanna Ferm                   | Brave               | 25   | 69      | 94     |
| 5      | Anis don Demina              | Vem e som oss       | 40   | 42      | 82     |
| 6      | Paul Rey                     | Talking in my sleep | 35   | 33      | 68     |
| 7      | Felix Sandman                | Boys with emotions  | 53   | 14      | 67     |
| 8      | Robin Bengtsson              | Take a chance       | 35   | 28      | 63     |
| 9      | Victor Crone                 | Troubled waters     | 19   | 38      | 57     |
| 10     | Mariette                     | Shout it out        | 42   | 9       | 51     |
| 11     | Méndez feat. Alvaro Estrella | Vamos amigos        | 19   | 21      | 40     |
| 12     | Mohombi                      | Winners             | 20   | 6       | 26     |

## In Rotterdam
Zweden zou aantreden in de eerste helft van de eerste halve finale, op dinsdag 12 mei 2020. Het Eurovisiesongfestival 2020 werd evenwel geannuleerd vanwege de COVID-19-pandemie.